# کرالیتسه ناد اوسلاووو
کرالیتسه ناد اوسلاووو (به چکی: Kralice nad Oslavou) یک منطقهٔ مسکونی در جمهوری چک است که در منطقه تربیچ واقع شده‌است.
 کرالیتسه ناد اوسلاووو ۱۳٫۴۸۳۳ کیلومتر مربع مساحت و ۹۶۶ نفر جمعیت دارد و ۴۱۲ متر بالاتر از سطح دریا واقع شده‌است.